# Mario Banana II
Mario Banana II è un cortometraggio del 1964 diretto da Andy Warhol.

## Trama
Il corto mostra un travestito, Mario, mentre mangia una banana.

## Produzione
Molto simile a Mario Banana I, anche questo venne realizzato alla Factory di New York presumibilmente nello stesso periodo.

## Distribuzione
Il corto ebbe alcune proiezioni locali negli Stati Uniti nel 1964. Distribuito in Italia in DVD dalla Raro Video nel 2004.